# Sobreviviré (canción)
«Sobreviviré» es una canción de la cantante española Mónica Naranjo, producida por Phil Manzanera y coproducida por Mónica Naranjo. Es el primer sencillo de su álbum Minage que fue lanzado en el año 2000, en España y en México. Los remixes corrieron a cargo de los Pumpin' Dolls y Brian R./Graham S.
Al igual que la mayoría de canciones que incluye dicho álbum tributo a la cantante italiana Mina Mazzini, «Sobreviviré» es una versión al español realizada por el dúo de compositores Luigi Albertelli y José Manuel Navarro del tema «Fiume Azzurro», una canción publicada en 1972 en el álbum Cinquemilaquarantatre.

## Versiones y remixes

### Estudio
- Álbum Versión — 04:57
- 4.0 Versión — 05:07

### Remixes
- The Brian Rawling Remix — 4:05
- Pumpin' Dolls radio edit — 4:42
- Pumpin' Dolls armaggedon club mix - 9:20

### Directo
- Versión Tour Minage
- Versión Tarántula Tour
- Versión Adagio Tour
- Versión Ídolos en Concierto
- Versión 4.0 Tour
- Versión Gira Renaissance: 25 aniversario
- Versión Gira Puro Minage

## Formatos
| Promo CD-Single (SAMPCS 8020) 1. "Sobreviviré" — 4:57 Promo CD-Single (CDP 14311) 1. "Sobreviviré" — 4:57 2. "Sobreviviré" [Brian Rawling/Gragam Stack Remix] — 4:05 Promo CD-Single (PRCD 98014) 1. "Sobreviviré" — 4:57 2. "Sobreviviré" [Brian Rawling - Graham Stack Remix Edit] — 4:05 3. "Sobreviviré" [Edit Version] — 4:57 4. "Sobreviviré" [Brian Rawling mix Edit Version] — 4:05 Promo CD-Single Exa FM (PRCD 98014) 1. "Sobreviviré" — 4:57 2. "Sobreviviré" [Graham Stack club mix] — 4:05 3. "Sobreviviré" [Edit Version] — 4:57 4. "Sobreviviré" [Brian Rawling Edit Version] — 4:05 | Remixes Maxi-CD (EPC 669186 2) 1. "Sobreviviré" [Brian R. Remix club mix] — 4:05 2. "Sobreviviré" [Pumpin' Dolls radio edit] — 4:42 3. "Sobreviviré" — 4:57 4. "Sobreviviré" [Pumpin' Dolls armaggedon club mix ] — 9:20 5. "If you leave me now " — 3:34 Remixes Vinilo (EPC 669186 6) - Cara A: 1. "Sobreviviré" [B. Rawling club mix] — 4:05 2. "Sobreviviré" [Pumpin' Dolls radio edit] — 4:42 3. "Sobreviviré" — 4:57 - Cara B: 1. "Sobreviviré" [Pumpin' Dolls armaggedon club mix ] — 9:20 2. "If you leave me now " — 3:34 |

## Trayectoria en las listas
| Posición | 1 | 1 | 1 | 2 | 1 | 2 | 2 | 7 | 7 | 7 | 8 | 15 | 11 | 16 |

| Ventas | 13145 |  |  |

### Anuales
| País   | Asociación | Lista          | Posición anual | Ref.  |
| España | Promusicae | Top 20 Singles | 2000: 6        | [ 3 ] |